# 황도좌표계
황도 좌표계(黃道座標系)는 황도와 춘분점을 기준으로 한 좌표계를 말한다.
태양 주위를 공전하는 지구의 궤도면은 천구의 적도와 23.5°만큼 기울어져 있고, 황도와 천구의 적도는 두 교점(춘분점과 추분점)에서 교차하는데, 천문학에서는 이들 중에서 춘분점을 황도의 기준점으로 사용하고 있다.

## 황경과 황위
황도 좌표는 적도 좌표와 마찬가지로 황경(黃經)과 황위(黃緯)를 이용하여 위치를 나타낸다. 황경과 황위는 모두 도·분·초로 나타낸다
- 황경은 황도 좌표의 경도(經度)로, 천체에서 황도로 내리그은 수선과 황도와의 교점까지 측정한 각거리이다. 춘분점을 기점으로 황도를 따라 동쪽으로 0도에서 360도까지 측정한다.
- 황위는 황도 좌표의 위도(緯度)로, 황도면과 천체가 이루는 각의 거리이다. 황도면을 기준으로 북쪽에 위치한 천체에 대해서는 ＋ 기호를, 남쪽에 위치한 천체에 대해서는 －기호를 붙이고, 0도에서 90도까지 측정한다.

## 24절기에서의 황위와 황경
절기에 상관없이 태양의 황위는 대략 0°이다. 황도 좌표계의 기준이 태양이 지나가는 자취인 황도이기 때문이다. 한편 24절기에서의 황경은 다음과 같다.
- 춘분일 때, 태양의 황경은 0°이다.
- 하지일 때, 태양의 황경은 90°이다.
- 추분일 때, 태양의 황경은 180°이다.
- 동지일 때, 태양의 황경은 270°이다.

## 같이 보기
- 춘분점
- 천구좌표계
- 지평좌표계
- 적도좌표계
- 은하좌표계
- 초은하좌표계

## 참고 자료
- 황도좌표계 (한국천문학회 천문학백과)
- 황도좌표계 (한국천문학회 위키천문백과사전)
- 황경 (한국천문학회 천문학백과)
- 황경 (한국천문학회 위키천문백과사전)
- 황위 (한국천문학회 천문학백과)
- 황위 (한국천문학회 위키천문백과사전)